# Pseudocyphellaria multifida
Pseudocyphellaria multifida är en lavart som först beskrevs av William Nylander och som fick sitt nu gällande namn av D. J. Galloway & P. James. 
Pseudocyphellaria multifida ingår i släktet Pseudocyphellaria och familjen Lobariaceae. Inga underarter finns listade i Catalogue of Life.